# Liste öffentlicher Bücherschränke in Kärnten
Dieser Artikel enthält öffentliche Bücherschränke in Kärnten und erhebt keinen Anspruch auf Vollständigkeit.

## Statistik
Derzeit sind in Kärnten 33 öffentliche Bücherschränke erfasst (Stand: 17. August 2025).

## Liste öffentlicher Bücherschränke gereiht nach Gemeinde
| Bild                               | Ausführung     | Gemeinde                                                             | Bezirk               | Seit          | Anmerkung | Lage                                                                             |
| ---------------------------------- | -------------- | -------------------------------------------------------------------- | -------------------- | ------------- | --- | -------------------------------------------------------------------------------- |
|                                    | Bücherhütte    | Feldkirchen in Kärnten                                               | Feldkirchen          | 2020          | Die Bildmontage zeigt die Außen- bzw. Innenansicht der auf Initiative von Vizebürgermeister und Kulturreferent Karl Lang beim Amthofparkplatz zwischen dem Touristikbüro der Stadt Feldkirchen und dem Kulturzentrum Bamberger Amthof aufgestellten Bücherhütte, welche in der Adventszeit als "Vereinshütte" am Feldkirchner Christkindlmarkt steht; zugänglich während der Öffnungszeiten des Touristikbüros (Stand Anfang September 2024): von Montag bis Donnerstag von 08.00 bis 16.30h, am Freitag von 08.00 bis 12.30 Uhr; im Juli und August von Montag bis Freitag von 08.00 bis 17.00 Uhr, Samstag von 09.00 bis 13.00h sowie sonntags von 09.00 bis 12.00h. | ⊙ Amthofgasse 3, 9560 Feldkirchen in Kärnten                                     |
|                                    | Telefonzelle   | Finkenstein am Faaker See, Katastralgemeinde Latschach am Faaker See | Villach-Land         |               | Die Bücherzelle der Initiative „Kulturgarten Aichwaldsee“ steht beim „Öffentlichen Strandbad Aichwaldsee der Marktmeinde Finkenstein“ beim „Café Seerose“ in der Ortschaft Unteraichwald. | ⊙ Aichwaldseeweg 12, 9582 Latschach                                              |
|                                    | Bücherregal    | Friesach                                                             | St. Veit an der Glan | ca. 2010      | Das Offene Bücherregal in der Eingangshalle vom Rathaus ist zugänglich während der Öffnungszeiten (Stand September 2024): Montag bis Donnerstag von 08.00 bis 12.00h und von 13.00 bis 16.00h sowie freitags von 08.00 bis 13.00h. | ⊙ Fürstenhofplatz 1, 9360 Friesach                                               |
|                                    | Telefonzelle   | Hermagor-Pressegger See, Ortschaft Presseggen                        | Hermagor             | 18. Juni 2024 | Die Bücherzelle („Lesewurm“) steht beim Kindergarten Pressegger See. | ⊙ Presseggen 50, 9615 Presseggen                                                 |
|                                    | Büchervitrinen | Klagenfurt am Wörthersee                                             | Klagenfurt           | 12. Nov. 2014 | Die Büchervitrinen („Buchhaltestelle - Bukvarna“) aus Holz, Metall und Vinylglas bei den Filialen von „Sparkasse“ und „Wiener Städtische“ am Uni-Campus der Klagenfurter Alpen-Adria-Universität wurden vom lokalen Architekten und Künstler Hanno Kautz entworfen und von der Villacher Produktionsschule FAB gebaut. | ⊙ Nautilusweg 12, 9020 Klagenfurt                                                |
|                                    | Büchervitrinen | Klagenfurt am Wörthersee                                             | Klagenfurt           | 1. Juni 2012  | Die zwei Büchervitrinen („LENDBIB“) von „lendhauer - Verein zur Belebung des Lendkanals“ befinden sich beim Lendhafen. | ⊙ Elisabethsteg, 9020 Klagenfurt am Wörthersee                                   |
|                                    | Telefonzelle   | Lendorf                                                              | Spittal an der Drau  | 2023          | Die Bücherzelle („Lesedorf Lendorf - Litzlhof“) steht in einem Park beim Feuerwehrhaus der Freiwilligen Feuerwehr Lendorf. | ⊙ Lendorf 210, 9811 Lendorf                                                      |
|                                    | Telefonzelle   | Liebenfels, Ortschaft Zweikirchen                                    | St. Veit an der Glan | 2022          | Die beleuchtete Bücherzelle („Schmökerzelle“) wurde vom Sozialverein „WIR mit EUCH“ am Hauptplatz von Zweikirchen direkt neben der dortigen Pfarrkirche aufgestellt. | ⊙ Kirchweg 1, 9556 Liebenfels-Zweikirchen                                        |
|                                    | Telefonzelle   | Lurnfeld, Katastralgemeinde Pusarnitz                                | Spittal an der Drau  | ca. 2016      | Die von Charly Wuggenig und Ella Fischer gestaltete Bücherzelle bei der Bushaltestelle „Pusaritz Marktplatz“ wird von der Bibliothek Lurnfeld betreut. | ⊙ Marktplatz, 9812 Pusarnitz                                                     |
|                                    | Telefonzelle   | Magdalensberg, Ortschaft Deinsdorf                                   | Klagenfurt-Land      | 2015          | Die vom lokalen friendly-art-Künstler Angelo Makula bemalte und von Marlies Paluk betreute (beide vom örtlichen Kärntner Bildungswerk / KBW) Bücherzelle bei der Volksschule Magdalensberg ist beleuchtet. | ⊙ Görtschitztal Straße 134 / Neues Forum 2, 9064 Magdalensberg-Deinsdorf         |
|                                    | Telefonzelle   | Magdalensberg, Ortschaft Gundersdorf                                 | Klagenfurt-Land      | 18. Juni 2021 | Die vom örtlichen Kärntner Bildungswerk (KBW) initiierte und betreute Bücherzelle beim Hofladen „Gundersdorfer Hofstandl“ der Familie Horner vor dem Schlossgut Gundersdorf an der B 92 (Görtschitztal Straße) wurde vom lokalen friendly-art-Künstler Angelo Makula bemalt. | ⊙ Gundersdorf 1, 9020 Magdalensberg-Gundersdorf                                  |
|                                    | Telefonzelle   | Magdalensberg, Ortschaft Ottmanach                                   | Klagenfurt-Land      | 10. Okt. 2020 | Die vom lokalen friendly-art-Künstler Angelo Makula bemalte und von Iris Pirker vom örtlichen Kärntner Bildungswerk (KBW) betreute Bücherzelle am Spielplatz zwischen alter Volksschule und der Freiwilligen Feuerwehr in Ottmanach wurde von Vizebürgermeister und Kulturreferent Albert Klemen (SPÖ) eröffnet. | ⊙ gegenüber von Ottmanach 18, 9064 Magdalensberg-Ottmanach                       |
|                                    | Telefonzelle   | Maria Saal                                                           | Klagenfurt-Land      | 2022          | Die Bücherzelle steht neben dem Selbstbedienungsladen „Köstlichkeiten Maria Saal“ und der Bushaltestelle „Maria Saal Ort“. | ⊙ Humbert-Fink-Platz, 9063 Maria Saal                                            |
|                                    | Telefonzelle   | Maria Saal, Katastralgemeinde Karnburg                               | Klagenfurt-Land      |               | Die Bücherzelle ohne Regale steht bei der Bushaltestelle „Karnburg Ortsmitte, Mast 1“. | ⊙ Karolingerstraße 6, 9063 Maria Saal-Karnburg                                   |
|                                    | Telefonzelle   | Millstatt am See                                                     | Spittal an der Drau  | Mai 2019      | Die auf Initiative von Franz von Keller und Otto Hüsken vom „Forum Millstättersee“ (Verein für Ortsbild- und Regionalentwicklung) neben dem Café „KUNSTradln“ aufgestellte „Millstätter Bücherzelle“ stand zuvor vor dem örtlichen Rathaus und fungierte ursprünglich als Telefonzelle in Klagenfurt. | ⊙ Georgsritterplatz 155, 9872 Millstatt am See                                   |
|                                    | Telefonzelle   | Millstatt am See, Katastralgemeinde Obermillstatt                    | Spittal an der Drau  | Mai 2019      | Die „Millstätter Bücherzelle“ (eine ausrangierte Telefonzelle aus Klagenfurt) geht auf eine Initiative von Franz von Keller und Otto Hüsken vom „Forum Millstättersee“ (Verein für Ortsbild- und Regionalentwicklung) zurück und steht vor dem Gemeinschaftshaus in Obermillstatt in der Nähe des Kriegerdenkmals. | ⊙ Obermillstatt 61, 9872 Obermillstatt                                           |
|                                    | Kühlschrank    | Obervellach                                                          | Spittal an der Drau  |               | Der Bücherkühlschrank steht beim „Café Oberstbergmeisteramt“. | ⊙ Hauptstraße 58, 9821 Obervellach                                               |
|                                    | Telefonzelle   | Pörtschach am Wörther See                                            | Klagenfurt-Land      |               | Die beleuchtete Bücherzelle steht vor dem Promenadenbad Pörtschach. | ⊙ Blumenpromenade 24 / Hans-Pruscha-Weg, 9210 Pörtschach am Wörther See          |
|                                    | Telefonzelle   | Schiefling am Wörthersee                                             | Klagenfurt-Land      |               | Die Bücherzelle („Bücherbox“ bzw. „Knjižna celica“ oder „Bibliocabina“) steht beim Gemeindekindergarten Schiefling. | ⊙ 10.-Oktober-Platz 2, 9535 Schiefling am Wörthersee                             |
|                                    | Gondel         | Seeboden am Millstätter See                                          | Spittal an der Drau  | 12. Apr. 2019 | Die Bildmontage (Außen- und Innenansicht) zeigt die auf Initiative der Referentin für Bildung und Frauen Christiane de Piero (Volkspartei Seeboden) aus einer ausrangierte Seilbahngondel aus Saalbach-Hinterglemm umgebaute und im Rahmen des Empfangs der Teilnehmer der Special Olympics World Summer Games eröffnete „Seebodner Buchnixe“. In den Sommermonaten steht die Büchergondel im Blumenpark am Millstätter See, in der sonstigen Zeit ist sie vor dem Kulturhaus am Prof.-Otto-Eder-Platz zu finden. | ⊙ Prof.-Otto-Eder-Platz 1 bzw. Seepromenade 24, 9871 Seeboden am Millstätter See |
|                                    | Bücherregal    | Spittal an der Drau                                                  | Spittal an der Drau  |               | Das Offene Bücherregal steht vor dem Secondhandladen „Together Point Spittal“. | ⊙ Hauptplatz 7, 9800 Spittal an der Drau                                         |
|                                    | Telefonzelle   | St. Stefan im Gailtal                                                | Hermagor             | Juni 2022     | Die von Kindern des Kindergartens und der Volksschule gemeinsam mit dem Kärntner Künstler Angeo Makula gestaltete Bücherzelle im Eingangsbereich des Bildungszentrums St. Stefan im Gailtal bietet ausschließlich Kinderbücher. | ⊙ Bach 25, 9623 St. Stefan im Gailtal                                            |
|                                    | Telefonzelle   | St. Stefan im Gailtal, Ortschaft Schmölzing                          | Hermagor             | Juni 2022     | Die von Kindern des Kindergartens und der Volksschule gemeinsam mit dem Kärntner Künstler Angeo Makula gestaltete Bücherzelle steht vor dem Eingang des Gemeindeamts. | ⊙ Schmölzing 7, 9623 St. Stefan im Gailtal                                       |
|                                    | Telefonzelle   | St. Veit an der Glan                                                 | St. Veit an der Glan | 9. Juli 2022  | Die Bücherzelle („Telefonbücher“) beim „Spielplatz Grabengarten“ im Grabenpark bzw. Generationsgarten wurde von der Unternehmerin Tini Köck initiiert. | ⊙ Grabenstraße 39, 9300 St. Veit an der Glan                                     |
|                                    | Telefonzelle   | Steindorf am Ossiacher See, Ortschaft Bodensdorf                     | Feldkirchen          | 2024          | Die Bücherzelle („Bücher Box“) steht beim Parkplatz direkt gegenüber der ÖBB-Haltestelle „Ossiach-Bodensdorf“ der S-Bahn-Linie S2 auf der Strecke der Rudolfsbahn. | ⊙ Bahnhofstraße 6, 9551 Bodensdorf                                               |
|                                    | Telefonzelle   | Steindorf am Ossiacher See, Ortschaft Bodensdorf                     | Feldkirchen          | ca. 2021      | Die vom Team der örtlichen Bibliothek zusammen mit dem Gemeindebauhof adaptierte Bücherzelle („Literaturzelle“) steht direkt vor dem Gemeindeamt. | ⊙ 10.-Oktoberstraße 1, 9551 Bodensdorf                                           |
|                                    | Telefonzelle   | Stockenboi, Ortschaft Zlan                                           | Villach-Land         |               | Die Aufstellung der in einem Gemeinschaftsprojekt von Kindergarten und 3. Klasse Volksschule bemalten Bücherzelle neben dem Gemeindeamt Stockenboi wurde 2018 im Gemeinderat beschlossen. | ⊙ Kirchplatz 2, 9713 Zlan                                                        |
|                                    | Telefonzelle   | Velden am Wörther See, Ortschaft Selpritsch                          | Villach-Land         | 2019          | Die 2015 von Schulkindern der VS St. Egyden an der Drau / LŠ Šentilj ob Dravi gemeinsam mit Direktorin Andrea Debevec unter der Leitung der Kärntner Künstlerin Tanja Prušnik gestaltete Bücherzelle („LesArtBox UTOPIA“) wurde im Sommer 2019 am Parkplatz vom Supermarkt „Hofer“ in Selpritsch neueröffnet, nachdem sie zuvor an der Rosegger Landesstraße gestanden war. | ⊙ Rosentaler Straße 78, 9220 Velden am Wörther See                               |
|                                    | Telefonzelle   | Velden am Wörther See, Ortschaft Lind ob Velden                      | Villach-Land         | 2018          | Die Bücherzelle („LesArtBox“) vor der örtlichen Volksschule wurde von der „Ortsgemeinschaft Lind“ (OLG) aufgestellt. | ⊙ Triester Straße 2, 9220 Lind ob Velden                                         |
|                                    | Telefonzellen  | Villach, Innere Stadt                                                | Villach              |               | Die zwei Bücherzellen („Wandelzellen“) stehen vor dem „Freiraum E.R.D.E.“ der Bewegung „Verantwortung Erde“. | ⊙ Willroiderstraße 9, 9500 Villach                                               |
|                                    | Bücherregale   | Villach, Stadtteil Warmbad-Judendorf                                 | Villach              | 18. Apr. 2018 | Die Offenen Bücherregale („Tausch-Bibliothek“) befinden sich im Einkaufszentrum „ATRIO Shopping Center“ im 1. Obergeschoß zwischen dem Friseursalon „Red Level“ und dem Augenoptiker „eyes+more“; zugänglich während der Öffnungszeiten (Stand Anfang September 2024): Montag bis Freitag von 09.00 bis 19.30h, samstags von 09.00 bis 18.00h. | ⊙ Kärntner Straße 34, 9500 Villach                                               |
| Bücher-Box in Tainach, Völkermarkt | Telefonzelle   | Völkermarkt, Tainach                                                 | Völkermarkt          |               | Offene Bücherzelle im Ortszentrum | ⊙ Dorfplatz, 9121 Völkermarkt                                                    |
|                                    | Bücherregal    | Wernberg                                                             | Villach-Land         |               | Das Offene Bücherregal („Tausch-Bibliothek“) befindet sich in der „Apotheke Wernberg Mag E. Nagler KG“; zugänglich während der Öffnungszeiten (Stand Anfang September 2024): Montag bis Freitag von 08.00 bis 12.00h und von 14.00 bis 18.00 Uhr sowie samstags von 08.30 bis 12.00h. | ⊙ Industriestraße 1, 9241 Wernberg                                               |

## Liste ehemaliger Bücherschränke
| Bild | Ausführung    | Ort     | Seit | abgebaut (festgestellt) | Anmerkung                                                                                 | Lage                            |
| ---- | ------------- | ------- | ---- | ----------------------- | ----------------------------------------------------------------------------------------- | ------------------------------- |
|      | Bücherschrank | Villach | 2011 |                         | „Die Karawanserei“ stand zwischen dem Geschäft „Berufsmoden Wallner“ und der Billard-Bar. | ⊙ Lederergasse 25, 9500 Villach |